# Jonsdorfer Hütte
Die Jonsdorfer Hütte ist eine Schutzhütte der Sektion Zittau des Deutschen Alpenvereins (DAV). Sie liegt im Zittauer Gebirge in Deutschland. Es handelt sich um eine Selbstversorgerhütte ohne Bewirtschaftung.

## Geschichte
Die Sektion Zittau wurde am 23. März 1991 in Zittau als Sektion Zittau des Deutschen Alpenvereins gegründet. Sie ist eine Nachfolgersektion der Sektion Warnsdorf, gegründet 28. Februar 1887, die sich 1945 aufgelöst hat. Die Jonsdorfer Hütte wurde von 1964 bis 1967 durch die Bergsteiger der BSG Motor Robur Zittau erbaut. 1992 wurde die Hütte als allgemeinzugängliche Mittelgebirgshütte vom DAV anerkannt. Im Jahr 1999 konnte der Grund und Boden, auf dem die Jonsdorfer Hütte steht, gekauft werden. Die bisher größte finanzielle Last stemmte der Verein 2006 bis 2007 mit dem Umbau der Jonsdorfer Hütte. Nach der Erneuerung des Daches ist nun eine Erweiterung der Hütte umgesetzt worden. Seit dem Jahr 2000 besteht eine Hüttenpatenschaft der Sektion AlpinClub Berlin des DAV mit der Jonsdorfer Hütte der Sektion Zittau des DAV. Diese nicht unerhebliche finanzielle Unterstützung trug auch zum Umbau der Jonsdorfer Hütte bei.

## Lage
Die Jonsdorfer Hütte 452 m ü. NHN befindet sich im Kurort Jonsdorf, im Zittauer Gebirge, direkt am Waldrand, in unmittelbarer Nähe zum größten Teil des Jonsdorfer Klettergebietes.

## Zustieg
Es existiert ein Parkplatz vor der Hütte.

## Tourenmöglichkeiten
- Wander- und Klettersteigtour bei Jonsdorf im Zittauer Gebirge, Wanderung, 8,3 km, 4 Std.
- Vom Nonnenfelsen über Lausche und Lauschemoor zur Felsenstadt Jonsdorf, Wanderung, 16,5 km, 5,5 Std.
- Steinzoo im Zittauer Gebirge: Mühlsteinbrüche Jonsdorf, Themenweg, 4,7 km, 1,5 Std.
- Oberlausitzer Bergweg, Etappe von Waltersdorf nach Oybin, Wanderung, Oberlausitz, 15,8 km, 4,5 Std.[4]

## Klettermöglichkeiten
- Klettergebiet Zittauer Gebirge.[5]

## Karten
- Naturpark Zittauer Gebirge: Wanderkarte mit Ausflugszielen, Einkehr- & Freizeittipps, wetterfest, reißfest, abwischbar, GPS-genau. 1:25.000 (Wanderkarte: WK) Landkarte – Gefaltete Karte, ISBN 978-3747306161
- Naturpark Zittauer Gebirge - Luzicke Hory (Lausitzer Gebirge): Wander- und Radwanderkarte 1:33.000 GPS-fähig, wetterfest reißfest Landkarte – Gefaltete Karte, ISBN 978-3868430400